# Aleksander Pełczyński

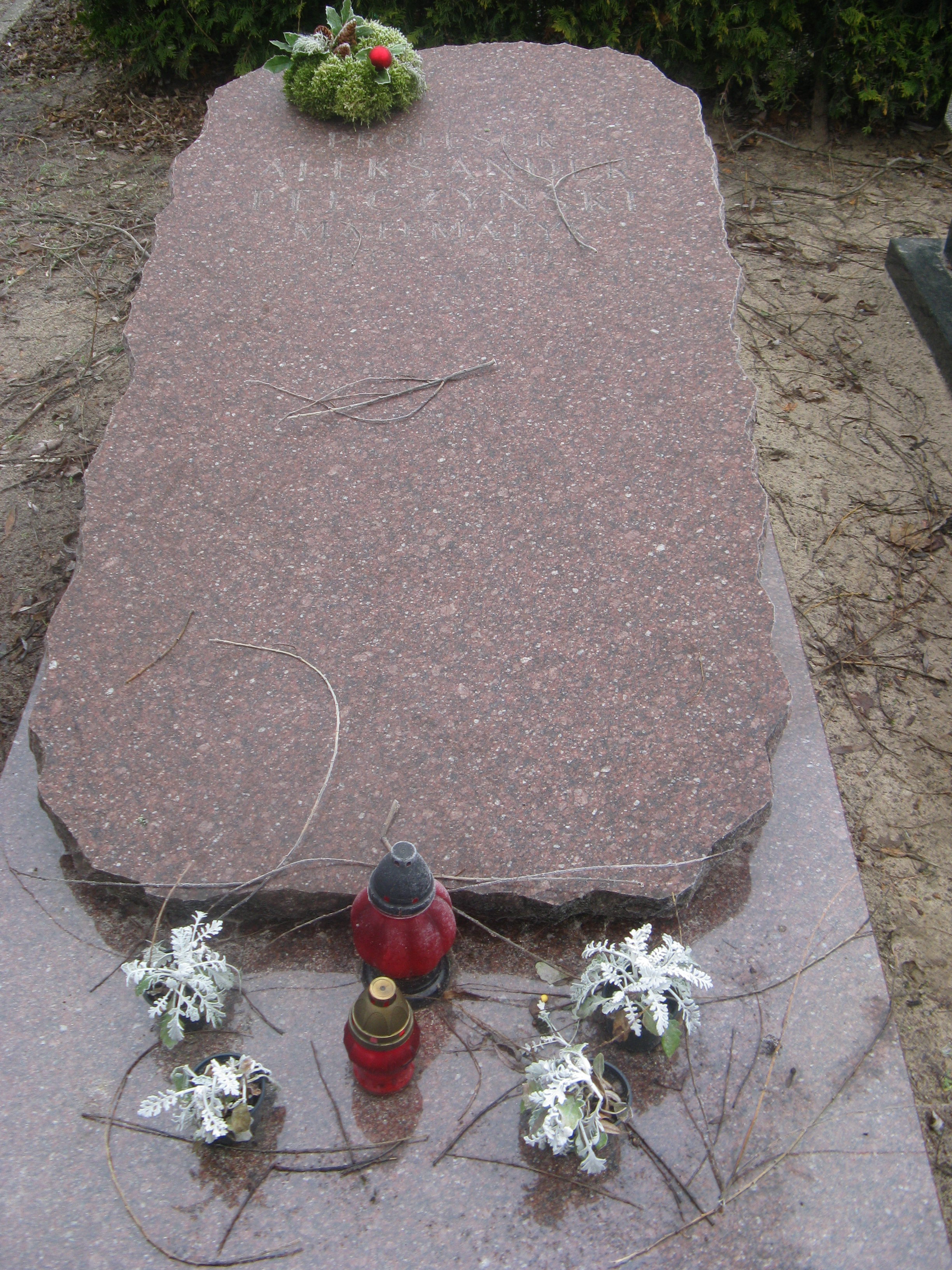
Grób Aleksandra Pełczyńskiego na Cmentarzu Wojskowym na Powązkach

Aleksander Pełczyński (ur. 2 lipca 1932 w Tarnopolu, zm. 20 grudnia 2012 we Wrocławiu) – polski matematyk, członek rzeczywisty PAN, specjalista w zakresie analizy funkcjonalnej i topologii nieskończenie wymiarowej. Autor tzw. metody rozkładu Pełczyńskiego. 

## Życiorys
Ukończył I Liceum Ogólnokształcące w Gdańsku.
W latach 1950–1955 studiował matematykę na Uniwersytecie Warszawskim. Doktoryzował się w 1958 na podstawie pracy Własności izomorficzne przestrzeni Banacha związane ze słabą zbieżnością bezwarunkową szeregów; promotorem był Stanisław Mazur. W 1963 habilitował się, a w 1974 otrzymał tytuł profesora zwyczajnego.
W latach 1955–1967 był zatrudniony na Uniwersytecie Warszawskim, a od 1967 do przejścia na emeryturę w 2002 – w Instytucie Matematycznym PAN. W roku 1976 został członkiem korespondentem PAN, w roku 1989 członkiem rzeczywistym.
W latach sześćdziesiątych XX wieku był członkiem drużyny matematyków w teleturnieju 20 pytań. W latach 1971–1986 był przewodniczącym Komitetu Głównego Olimpiady Matematycznej. Redaktor pisma Studia Mathematica. Był promotorem 7 prac doktorskich: Tadeusz Figiel (1972), Niels Jørgen Nielsen, Przemysław Wojtaszczyk (1973), Nicole Tomczak-Jaegermann (1974), Stanisław Szarek (1979), Wojciech Wojtyński, Michał Wojciechowski (1993). Jego uczniowie byli promotorami w kolejnych 16 doktoratach, a ci „wnukowie matematyczni” byli promotorami w 27 dalszych doktoratach.
Dwukrotnie dostał zaproszenie do wygłoszenia referatu na Międzynarodowym Kongresie Matematyków, ICM: w 1966 w Moskwie (wspólnie z Borysem Mitiaginem) i plenarny na kongresie w Warszawie 1983.
Otrzymał wiele nagród: Nagroda im. Stefana Banacha (1961) przyznana przez Polskie Towarzystwo Matematyczne, Nagroda Wydziału III Nauk Matematycznych, Fizycznych i Chemicznych PAN (1963), Nagroda Fundacji Alfreda Jurzykowskiego (1981), Medal im. Wacława Sierpińskiego (1983), Medal im. Stefana Banacha (1996) przyznany przez Prezydium PAN, Medal im. Władysława Orlicza (1996), Nagroda Prezesa Rady Ministrów (2002).
Doctor honoris causa czterech uczelni: Vrije Universiteit Brussel (1983); Friedrich-Schiller-Universität Jena (1984); Kent State University (Ohio, USA); Uniwersytet im. Adama Mickiewicza w Poznaniu (2005). W 1986 został członkiem zagranicznym Akademii Nauk NRD. Członek honorowy Polskiego Towarzystwa Matematycznego od 2003. Pochowany w Alei Zasłużonych na cmentarzu Powązki Wojskowe w Warszawie (kwatera FIV-tuje-1).

## Życie prywatne
Jego żoną była Rosjanka Swietłana, a córką Katarzyna Pełczyńska-Nałęcz.

## Dorobek
Autor ponad 100 publikacji oraz monografii
- Bessaga, Czesław; Pełczyński, Aleksander: Selected topics in infinite-dimensional topology. „Monografie Matematyczne”, Tom 58. PWN, Warszawa, 1975.
- Pełczyński, A.: Banach Spaces of Analytic Functions and Absolutely Summing Operators, American Mathematical Society Regional Conference Series in Mathematics nr. 30, Providence R.I. 1977.

Inne przełomowe prace to m.in.
- Bessaga, C., and Pełczyński, A.. On bases and unconditional convergence of series in Banach spaces, Studia Mathematica 17 (1958), 151–164. <http://eudml.org/doc/216910>
- Pełczyński, A.: Projections in certain Banach spaces, Studia Mathematica 19 (1960), 209-228. <http://eudml.org/doc/216957>
- Lindenstrauss J., Pełczyński, A.: Absolutely summing operators in {\displaystyle {\mathcal {L}}_{p}}-spaces and their applications, Studia Math. 29 (1968), 275–326.